# Thorlabs
Die Thorlabs GmbH in Bergkirchen und Lübeck entwickelt, fertigt und vertreibt Komponenten, Module und Geräte zur Erzeugung, Transport und Messung von Licht, sowie Geräte für optische Kohärenztomographie und photoakustische Analyse.
In der Thorlabs GmbH arbeiten über 200 Mitarbeiter.

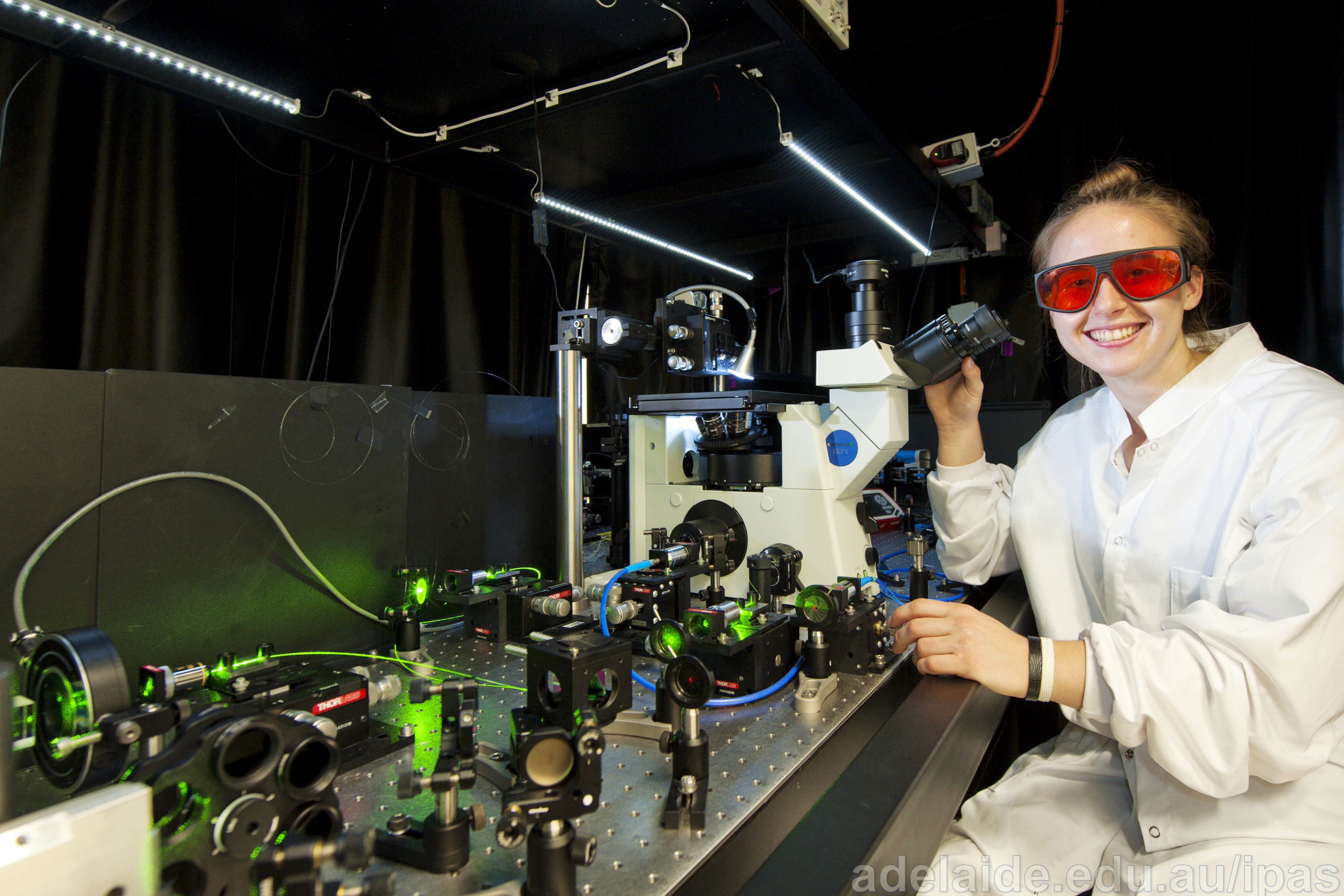
Ein optischer Labortisch mit Produkten von Thorlabs.

Die Thorlabs Gruppe ist ein Unternehmen der Optoelektronik mit Hauptsitz in Newton im US-Bundesstaat New Jersey, das Produktionsstandorte in verschiedenen US-Bundesstaaten, in Bergkirchen und Lübeck, sowie in Brasilien, Kanada, China, Frankreich, Japan, Schweden und dem Vereinigten Königreich unterhält. Die Gruppe gehört zu den weltweit wichtigsten Lieferanten für Labore der Photonik. Die Thorlabs Gruppe beschäftigt weltweit ca. 1000 Mitarbeiter.
Das Unternehmen wurde 1989 als Thorlabs Inc. durch Alex Cable in einer Garage gegründet, mit dem Ziel, Komponenten für optische Labore zu entwickeln. Durch Zukäufe und internes Wachstum stieg das Produktspektrum kontinuierlich; inzwischen werden auch Halbleiter, Lichtmikroskopiesysteme, Lasersysteme, Kameras und Systeme zur Glasfaserbearbeitung hergestellt.
Das Unternehmen vertreibt nach eigenen Angaben über 20.000 Produkte und liefert diese meist am Tag nach der Bestellung.